# Catenària
|  | No s'ha de confondre amb catenària (ferrocarril). |

Una catenària és la corba que descriu una cadena suspesa pels seus extrems i que es troba sotmesa a un camp gravitatori uniforme. La paraula deriva del llatí catenarĭus, “propi de la cadena”. És la corba que, per exemple, formen els cables de l'estesa elèctrica d'alta tensió entre dues torres de suport.
Per extensió, en matemàtiques es denomina catenària la corba que adopta una cadena, corda o cable ideal perfectament flexible, amb la massa distribuïda uniformement per unitat de longitud, suspesa pels seus extrems i sotmesa a l'acció d'un camp gravitatori uniforme. La involuta de la catenària és la tractriu.
Els primers matemàtics que van abordar el problema. com Galileo Galilei, suposaren que la corba era una paràbola. Joachim Jungius, el 1669, demostrà que no ho era, però no trobà l'equació de la catenària. L'equació fou obtinguda per Gottfried Leibniz, Christiaan Huygens i Johann Bernoulli el 1691, en resposta al desafiament plantejat per Jakob Bernoulli. Huygens fou el primer a utilitzar el terme catenària en una carta dirigida a Leibniz el 1690, i David Gregory escrigué, aquell mateix any, un tractat sobre la corba.
L'equació de la catenària, prenent el seu mínim en el punt (0,a) és:
{\displaystyle y=a\cdot \cosh \left({\frac {x}{a}}\right)\,\!}
En la qual:
{\displaystyle a=\left({\frac {T_{o}}{P}}\right)\,\!}
On {\displaystyle T_{o}\,\!} és la component horitzontal de la tensió, que és constant, i P és el pes per unitat de longitud del fil.

Si es desenvolupa en sèries de Taylor la funció {\displaystyle \cosh(x)\,\!}
s'obté
{\displaystyle \cosh(x)=1+{\frac {x^{2}}{2}}+O^{4}(x)\,\!}
que correspon a l'equació d'una paràbola més un terme de quart ordre. És per aquest motiu que les gràfiques són tan semblants a l'entorn de zero.

## Altres relacions importants
- Longitud de l'arc:

Amb l'origen d'arcs en el mínim resulta que:
{\displaystyle l=a\cdot \sinh \left({\frac {x}{a}}\right)\,\!}
- Tensió del fil:

La tensió total és {\displaystyle T={\sqrt {T_{o}^{2}+T_{y}^{2}}}\,\!}
{\displaystyle T=P\cdot y\,\!}

## Aplicacions

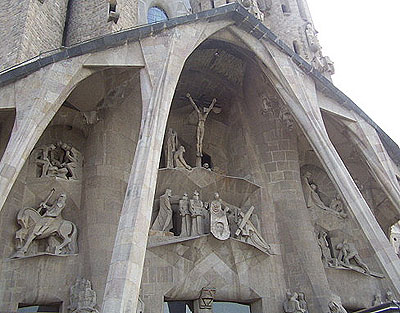
les columnes de la Sagrada Família de Barcelona segueixen una catenària

Una corba catenària invertida és el traçat perfecte per a un arc en l'arquitectura, forma que fou aplicada, entre d'altres i fonamentalment, per Antoni Gaudí. La forma que pren un cable que està estès de dos pals a la mateixa alçada és la d'una catenària i s'anomena arc catenari. La corba catenària també és la que descriu una corda, cable o fil, de longitud finita i densitat constant sospès entre dos punts; per exemple, és la corba que descriu un cable elèctric entre dos pals o suports.